# Prasinocyma albiseriata
Prasinocyma albiseriata là một loài bướm đêm trong họ Geometridae.